# Celina Jade
Celina Jade est une actrice sino-américaine née le 10 juin 1985 à Hong Kong

## Biographie
Celina Jade est la fille de Christina Horan et de l'acteur américain Roy Horan connu pour avoir tourné certains films de kung fu avec Jackie Chan.
Elle est connue pour ses talents d'actrice, chanteuse et compositrice, de mannequin ou encore d'artiste en arts martiaux et en tir à l'arc.

## Carrière
Celina commence sa carrière à 14 ans en participant à un concours de chant qu'elle remporte et qui lui permet de décrocher un contrat d'enregistrement avec le producteur japonais Tetsuya Komuro. En juillet 2000, elle se produit aux côtés de la chanteuse Namie Amuro, une idole japonaise des années 1990, devant les grands dirigeants du monde à l'occasion d'un sommet du G8 qui se tient dans la ville d'Okinawa au Japon. Elle se classe numéro 1 à Taïwan avec une chanson qui s'intitule Kwong Ying Zi Gan à l'âge de 15 ans.
Dans le même temps, elle devient mannequin dans les campagnes de marques Cathay Pacific, Marks & Spencer, Ponds Globally et Motorola. En 2003, elle prend la décision de reprendre ses études et entre à la prestigieuse London School of Economics. Elle en sortira diplômée en management avec des honneurs de première classe.
Celina Jade se dirige vers la musique, pour suivre sa passion pour les arts créatifs. Elle signe en 2007 avec le producteur de musiques Paco Wong. La même année, elle passe une audition et décroche un rôle principal dans le film Legendary Assassin (en) sorti au cinéma où elle incarne le rôle de Hiu Wor. Elle interprète également le thème intitulé Ceng Sing Xin Teng. Elle enchaîne ensuite avec des films chinois tels que Love Connected, All's Well Ends Well et acquiert un grand nombre de fans que ce soit en Occident ou en Chine, son pays natal. Cette réputation lui ouvre les portes de plusieurs émissions chinoises. En 2009, elle rejoint Echelon Talent pour son premier rôle dans un film américain. En 2011, elle apparait aux côtés de Peter Ho (en) où elle joue le rôle de Xiao Hui dans la série TV Wish Upon a Star (Xing Yuan Tong Xing).
En 2012, elle décroche son premier rôle aux États-Unis dans le film L'Homme aux poings de fer aux côtés de Russell Crowe et Lucy Liu, produit par Quentin Tarantino dans le rôle de la chanteuse du Dragon Inn. La même année, elle joue le rôle de Angie Clarke dans un épisode dans la série TV Mister French Taste, puis dans les films Zombie Guillotines et I see you. Dans la même année, elle tourne un court métrage avec l'allemand Sebastian Vettel intitulé Drive of the Dragon où elle lui apprend à se battre et lui à l'apprendre à courir sur un circuit. À cet instant, la carrière de Celina prend une nouvelle tournure, elle attire la presse européenne et l'attention des fans. Elle revient une nouvelle fois vers la musique et partage avec le public sur Internet son premier album entièrement où elle évoque à la fois ses sentiments et sa vie. 
En fin d'année 2012, elle se fait connaître du grand public en obtenant le rôle de Shado dans la série Arrow dans un rôle récurrent, aux côtés de Stephen Amell et Manu Bennett. Ce rôle implique à Celina Jade de suivre une formation au tir à l'arc. Elle gardera ce rôle pendant les deux premières saisons de la série.
Elle réapparaît au cinéma taïwanais en tournant le film Tomorrow comes Today sorti dans l'année 2013. 
En 2014, elle tient le rôle de Min dans le film Skin Trade aux côtés de Dolph Lundgren, Tony Jaa et Ron Perlman.

## Filmographie

### Au cinéma
- 2008 : Legendary Assassin : Hiu Wor
- 2009 : All's Well, Ends Well 2009 : figurante
- 2009 : Love Connected : Mary
- 2012 : L'Homme aux poings de fer : Dragon Inn Singer
- 2012 : Zombie Guillotines : une religieuse (court-métrage)
- 2012 : I See You : Melissa (court-métrage)
- 2013 : Tomorrow Comes Today : Chin-Chin / Ting-Ting
- 2015 : Skin Trade : Min
- 2019 : Triple Threat de Jesse V. Johnson : Tian Xiao Xian

### À la télévision
- 2011 : Wish Upon a Star (Xing Yuan Tong Xing) : Xiao Hui
- 2012 : Mister French Taste : Angie Clarke (1 épisode)
- 2013-2016 : Arrow : Shado (saison 1 à 4) / Mei (saison 3)